# Listă de comune din județul Vâlcea
Această listă de comune din județul Vâlcea cuprinde toate cele 78 comune din județul Vâlcea în ordine alfabetică.

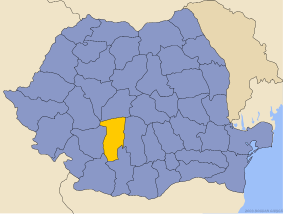
Județul Vâlcea

1. Alunu
2. Amărăști
3. Bărbătești
4. Berislăvești
5. Boișoara
6. Budești
7. Bujoreni
8. Bunești
9. Câineni
10. Cernișoara
11. Copăceni
12. Costești
13. Crețeni
14. Dăești
15. Dănicei
16. Diculești
17. Drăgoești
18. Fârtățești
19. Făurești
20. Frâncești
21. Galicea
22. Ghioroiu
23. Glăvile
24. Golești
25. Grădiștea
26. Gușoeni
27. Ionești
28. Lăcusteni
29. Lădești
30. Laloșu
31. Lăpușata
32. Livezi
33. Lungești
34. Măciuca
35. Mădulari
36. Malaia
37. Măldărești
38. Mateești
39. Mihăești
40. Milcoiu
41. Mitrofani
42. Muereasca
43. Nicolae Bălcescu
44. Olanu
45. Orlești
46. Oteșani
47. Păușești
48. Păușești-Măglași
49. Perișani
50. Pesceana
51. Pietrari
52. Popești
53. Prundeni
54. Racovița
55. Roești
56. Roșiile
57. Runcu
58. Sălătrucel
59. Scundu
60. Sinești
61. Șirineasa
62. Slătioara
63. Stănești
64. Ștefănești
65. Stoenești
66. Stoilești
67. Stroești
68. Șușani
69. Sutești
70. Tetoiu
71. Titești
72. Tomșani
73. Vaideeni
74. Valea Mare
75. Vlădești
76. Voicești
77. Voineasa
78. Zătreni